# Kutowszczyzna
Kutowszczyzna (biał. Кутаўшчына; ros. Кутовщина) – wieś na Białorusi, w obwodzie brzeskim, w rejonie baranowickim, w sielsowiecie Horodyszcze.
Dawniej wieś i folwark. W dwudziestoleciu międzywojennym wieś leżała w Polsce, w województwie nowogródzkim, w powiecie baranowickim.
W czasach sowieckich przy wsi powstał zbiornik retencyjny Kutowszczyzna na Serweczy.